# Lenda Murray
Lenda Murray (Detroit, 22 febbraio 1962) è un'ex culturista statunitense.
Ritenuta una delle migliori culturiste di tutti i tempi, è tra le atlete più vincenti nella storia del bodybuilding in virtù degli otto titoli assoluti di Ms. Olympia conquistati (1990, 1991, 1992, 1993, 1994, 1995, 2002 e 2003). Fino al 2013 ha detenuto il record assoluto di titoli di Ms. Olympia, superato in quell'anno da Iris Kyle.
Campionessa incontrastata per tutta la prima metà degli anni novanta del XX secolo, è stata soprannominata The female Haney ("La Haney femmina") per via del lungo periodo da imbattuta.

## Biografia
Nacque a Detroit, figlia di Darcelious e Louvelle Murray.
Si avvicinò al mondo dello sport durante l'adolescenza e fu sia velocista che cheerleader nel corso della permanenza alla Henry Ford High School. Più tardi studiò scienze politiche presso la Western Michigan University con l'obbiettivo di divenire avvocata, continuando nel frattempo l'attività di cheerleading. Dopo un breve periodo da cheerleader per i Michigan Panthers, una franchigia della United States Football League, venne chiamata per un'audizione dai Dallas Cowboys ma all’ultimo si tirò indietro dopo aver passato la prima fase. Ispirata da un'amica impegnata nel mondo del culturismo, abbandonò infatti il cheerleading per iniziare ad allenarsi coi pesi e modellare la già muscolosa corporatura.

## Carriera nel culturismo

### Carriera da dilettante
Nonostante l'iniziale parere contrario dei genitori, nel 1984 si iscrisse alla Powerhouse Gym, una palestra situata nella città di Highland Park. L'amico e partecipante agli NPC Nationals Ron Love espresse giudizi lusinghieri su di lei, incoraggiandola a perseguire una carriera nel culturismo poiché «aveva il fisico adatto per fare strada».
Disputò la sua prima gara nel 1985, dopo un allenamento di circa un anno, ottenendo un 4º posto ai concorsi NPC dello stato del Michigan. Superata quindi la diffidenza del padre, che aveva disertato la sua prima gara, si focalizzò definitivamente nel bodybuilding: scalò in breve tempo le gerarchie del circuito amatoriale femminile e andò poi a vincere gare sia a livello locale che regionale. Il 1989 fu un anno fondamentale per la sua carriera, grazie al titolo di campionessa assoluta nei Nationals juniores della NPC e nei campionati nordamericani della IFBB. Quest'ultima vittoria in particolare la fregiò di uno status da professionista, con cui poté fare il suo ingresso nel panorama mondiale come una delle più promettenti culturiste statunitensi.

### Carriera da professionista

#### 1990-1995: l'approdo a Ms. Olympia e il regno da imbattuta

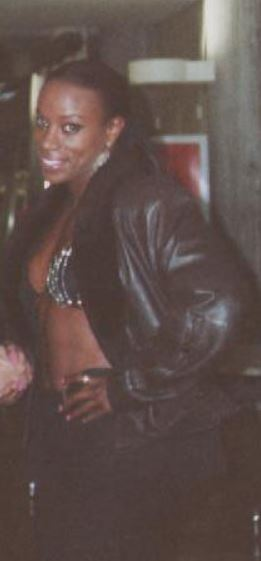
Lenda Murray nel 1990

Dopo l'ottenimento della pro card , la sua popolarità crebbe grazie alla comparsa sulle copertine di note riviste del bodybuilding. In questo periodo fu inoltre tra le modelle preferite del fotografo Bill Dobbins, che le dedicò ampio spazio nei suoi libri The Women e Modern Amazons. Il 24 novembre 1990, al teatro Beacon di New York, compì l'esordio sul prestigioso palcoscenico di Ms. Olympia, la più importante competizione internazionale di bodybuilding femminile organizzata dalla IFBB, dove ottenne il titolo di campionessa e l'assegno da 50000 dollari superando di misura l'australiana Bev Francis e la tedesca Anja Schreiner. Quella del 1990 fu la prima edizione di Ms. Olympia a non includere una campionessa in carica, in quanto la plurititolata Corinna Everson (1984-1989) aveva annunciato il proprio ritiro dalle competizioni l'anno precedente.
Nel 1991 sconfisse di un solo punto la Francis al culmine di una serrata lotta, mentre a partire dal 1992 — pur fronteggiando le sopraggiunte modifiche ai criteri di valutazione delle atlete, apportate dalla IFBB per favorire corpi più estetici e meno voluminosi dal punto di vista della massa muscolare — difese il titolo dall'assalto di avversarie più giovani ma altrettanto preparate quali Laura Creavalle, Denise Rutkowski e Kim Chizevsky.
Imbattuta per tutta la prima metà degli anni novanta e per questo catapultata definitivamente sotto la luce dei riflettori nazionali e internazionali, il suo fisico fissò standard molto elevati in merito ai metri di giudizio delle culturiste per via della sua forma a clessidra, con torace, spalle e fianchi ampi, una vita sottile nonché arti inferiori definiti e proporzionati rispetto al torso. Nel 1995 difese il titolo per la quinta volta consecutiva contro Kim Chizevsky, eguagliando così il numero di vittorie di Corinna Everson (6) a Ms. Olympia.

#### 1996-1997: i secondi posti e il primo ritiro
Il 20 settembre 1996 si presentò a Chicago in occasione della 17ª edizione di Ms. Olympia, dove a gran sorpresa perse il titolo a favore di Kim Chizevsky arrivandole 2ª. Nell'edizione del 1997 a New York arrivò nuovamente 2ª dietro alla Chizevsky, sopraffatta dalla migliore simmetria e definizione della più giovane avversaria. Giunta a 35 anni in una fase di stallo della carriera e tornata suo malgrado a chiudere una stagione senza vittorie, dopo la gara annunciò il suo ritiro dalle competizioni.
Il grande successo ottenuto durante gli anni novanta le valse altre importanti apparizioni in riviste quali Sports Illustrated, Ebony, Mademoiselle e Vanity Fair, oltre che un servizio fotografico di Annie Leibovitz sul suo libro Women del 1999.
Durante il suo regno da campionessa, allo stesso tempo, la popolarità di Ms. Olympia cominciò a diminuire lentamente e la situazione perdurò anche durante l'ascesa di Kim Chizevsky. A quel punto, per ovviare al numero sempre inferiore di spettatori, la IFBB decise di suddividere le partecipanti in due classi di peso — una al di sotto dei 61 kg (la cateforia dei pesi leggeri o lightweight) e una al di sopra (pesi massimi o heavyweight) — a partire dall'edizione del 2000.

#### 2002-2004: il ritorno, gli ultimi titoli e il ritiro definitivo
Sull'onda del ritorno di Juliette Bergmann sul trono di Ms. Olympia 2001 dopo 12 anni di assenza, nel 2002 la Murray annunciò il suo rientro nelle competizioni con lo scopo di battere il record di titoli assoluti condiviso con Corinna Everson. Il 18 ottobre al Mandalay Bay Arena di Paradise disputò a 40 anni la sua 9ª gara di Ms. Olympia, laureandosi campionessa assoluta e nei pesi massimi: tale successo la rese la prima donna a vincere il concorso in sette occasioni.
Durante il suo ritorno la sua principale rivale sul palco fu la connazionale Iris Kyle, già campionessa nei pesi massimi nel 2001 e tra le più promettenti culturiste della sua generazione. La bodybuilder di Benton Harbor, di dodici anni più giovane, durante la gioventù aveva proprio nella Murray il suo mito sportivo ed era anch'essa proveniente dal Michigan. Nell'ottobre 2003 la Murray tornò in Nevada dove difese il titolo di Ms. Olympia dall'assalto della Kyle e di Juliette Bergmann, quest'ultima campionessa nei pesi leggeri. Ciò la portò quindi ad eguagliare il numero di titoli di Lee Haney (8 vittorie consecutive tra il 1984 e il 1991) a Mister Olympia. La rivalità tra le due statunitensi si chiuse di fatto nel loro terzo incontro, sul palco di Ms. Olympia 2004, dove ad imporsi per il titolo fu la Kyle.
Annunciò il suo secondo e definitivo ritiro dal culturismo all'indomani di Ms. Olympia 2004, chiudendo la carriera come la bodybuilder donna più vincente di sempre. Il suo record di titoli durò sino al 2013 quando fu superato da Iris Kyle, quest'ultima ritiratasi infine nel 2014 con un totale di dieci.

## Gare disputate e piazzamenti

### Dilettantismo
- 1985 NPC Michigan State - 4ª classificata
- 1985 NPC Eastern Michigan - 1ª classificata
- 1986 NPC Michigan - 3ª classificata
- 1986 NPC Ironwoman Michigan - 3ª classificata
- 1987 NPC Michigan - 3ª classificata
- 1987 NPC North Coast - 2ª classificata
- 1988 NPC Michigan - 1ª classificata
- 1989 NPC Junior Nationals - 1ª classificata (pesi massimi e assoluta)
- 1989 IFBB North American Championships - 1ª classificata (pesi massimi e assoluta)

### Professionismo
- 1990 IFBB Ms. Olympia - 1ª classificata
- 1991 IFBB Ms. Olympia - 1ª classificata
- 1992 IFBB Ms. Olympia - 1ª classificata
- 1993 IFBB Ms. Olympia - 1ª classificata
- 1994 IFBB Ms. Olympia - 1ª classificata
- 1995 IFBB Ms. Olympia - 1ª classificata
- 1996 IFBB Ms. Olympia - 2ª classificata
- 1997 IFBB Ms. Olympia - 2ª classificata
- 2002 IFBB Ms. Olympia - 1ª classificata (pesi massimi e assoluta)
- 2003 IFBB Ms. Olympia - 1ª classificata (pesi massimi e assoluta)
- 2004 IFBB Ms. Olympia - 2ª classificata (pesi massimi)